# Michał Wojski
Michał Wojski (Woyski) herbu Wieniawa (zm. 1722/1723) – podstarości horodelski w latach 1703–1722, komornik ziemski bełski w 1696 roku, pisarz grodzki horodelski w latach 1693–1698.